# John Precht
John Erik Precht, född 5 december 1888 i Helsingfors, död 9 november 1970 i Kristine församling i Göteborg, var en finlandssvensk skådespelare. 

## Biografi
Han var son till den svenske skådespelaren Axel Precht och den finländska skådespeleraren Sigrid Precht. John Precht är begravd på Östra kyrkogården i Göteborg. Han var gift med skådespelaren Signe Wirff.

## Filmografi
- 1913 – Nuori luotsi
- 1915 – Kesä
- 1922 – Rakkauden kaikkivalta - Amor Omnia
- 1936 – Han, hon och pengarna
- 1937 – Klart till drabbning
- 1954 – De röda hästarna

## Teater

### Roller (ej komplett)
| År   | Roll                               | Produktion                                             | Regi              | Teater                                   |
| ---- | ---------------------------------- | ------------------------------------------------------ | ----------------- | ---------------------------------------- |
| 1920 | Lord Monkhurst                     | Milstolpar (Milestones) Arnold Bennett                 | Helge Wahlgren    | Svenska Teatern, Helsingfors             |
| 1921 | Antonio                            | Trettondagsafton eller Vad ni vill William Shakespeare | Gustaf Linden     | Helsingborgs stadsteater                 |
| 1926 | Lursac                             | Chou-Chou Jacques Bousqeet och Alexandre Madis         | Einar Fröberg     | Blancheteatern                           |
| 1926 | Tom Burton                         | En tillfällig äkta man Edward A. Paulton               | Einar Fröberg     | Blancheteatern                           |
| 1935 |                                    | Tovaritch Jacques Deval                                | Carlo Keil-Möller | Göteborgs stadsteater                    |
| 1935 |                                    | Karusellen snurrar J.B. Priestley                      | Sandro Malmquist  | Göteborgs stadsteater                    |
| 1947 | Lordkanslern                       | Ett drömspel August Strindberg                         |                   | Göteborgs stadsteater, 13 september 1947 |
| 1950 | Simon Tarve                        | Kärlek Kaj Munk                                        |                   | Göteborgs stadsteater, 24 november 1950  |
| 1951 | Pat McGloin, f.d. poliskommissarie | Si, iskarlen kommer! Eugene O'Neill                    |                   | Göteborgs stadsteater, 9 februari 1951   |
| 1952 | Egevs, Hermias fader               | En midsommarnattsdröm William Shakespeare              |                   | Göteborgs stadsteater, 8 februari 1952   |
| 1952 | Alvar Gonzalves, rådgivare         | Den döda drottningen Henry de Montherlant              |                   | Göteborgs stadsteater, 21 mars 1952      |
| 1952 | Överstatistikern                   | I skvallerspegeln Samuel Spewack                       |                   | Göteborgs stadsteater, 29 augusti 1952   |
| 1954 | Fersen                             | Gustav III August Strindberg                           |                   | Göteborgs stadsteater, 13 januari 1954   |